# Reblat

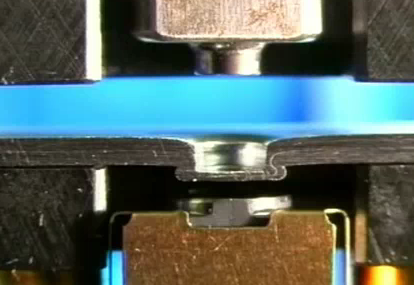
Secció d'un reblament

El reblament és un procés simple que permet d'unir dues xapes metàl·liques o més entre elles. És un mètode en què les parts s'uneixen per deformació plàstica en fred. Durant el procés de reblament, els materials que es volen unir se situen entre un punxó i una matriu. Quan el punxó descendeix, un trepitjador manté unides les peces. El punxó penetra en el material fins a un aturador mecànic. Una vegada que les xapes estan en contacte amb la matriu, el punxó exerceix pressió sobre el material, que flueix lateralment per l'obertura de les parets mòbils de la matriu. La deformació local feta així crea un ancoratge mecànic entre les peces. El punxó torna després a la posició inicial. En aquest cas, el trepitjador actua d'extractor del punxó assegurant la separació neta del punxó i la peça. Llavors, la peça pot retirar-se de la matriu. Les parets mòbils tornen a tancar-se gràcies a una molla.

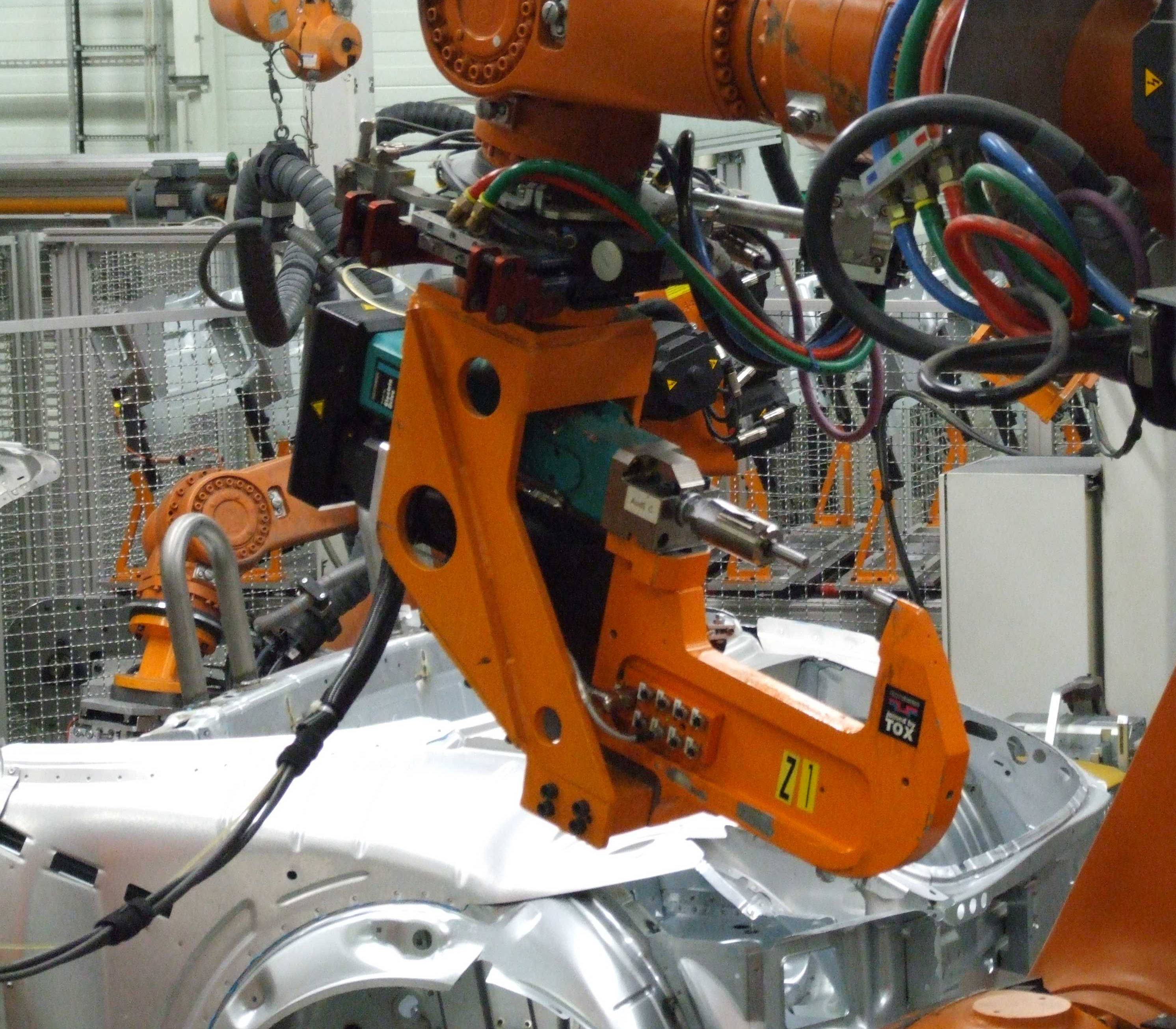
Clinchen audi

El reblament s'utilitza principalment per a la unió de xapes en els electrodomèstics, calefacció, ventilació i en el sector automobilístic. A més, aquest procés reemplaça tècniques com ara la soldadura per punts, així com l'ús d'altres subjeccions mecàniques com el reblat.
Aquest procés es pot usar en:
- Elements constructius com ara portes i marcs de finestres, sòl i elements de la teulada, canals, safata de cable, ventilació dels elevadors, il·luminació, portes de garatge, etc.
- Elements productors de calor com, per exemple, estufes, calderes d'aigua calenta, col·lectors solars, condicionadors d'aire, canviadors de calor, etc.
- Elements productors de fred com ara refrigeradors, congeladors, màquines expenedores, rentadores, rentaplats, forns, microones, etc.
- Mecanismes com poden ser els de les finestres, coixins de seguretat, seients, mirall retrovisor, escuts tèrmics, aire condicionat, etc.
- Dispositiu de reblat múltiple - múltiples punts per cop - per agilitzar o optimitzar l'operació de reblat. Vegeu la imatge de reblament múltiple.

## Materials
Aquest procés és usat per a la unió de xapes d'entre 0,5 i 3 mm fins a un gruix total de 6 mm. Els materials han de tenir la suficient ductilitat per evitar trencar-se. El reblat pot usar-se en materials revestits i pintats, i és convenient per unir materials diferents.
Els materials típics que es poden reblar són: 
- Acers de baix carboni i microaliats
- Acers revestits i prepintats
- Acers inoxidables
- Materials lleugers, tals com aliatges d'alumini dúctils

## Variants geomètriques
Segons l'eina utilitzada es poden trobar dos tipus de punts de reblat: rectangular o rodó.
- Mitjançant el punt rodó s'obté una unió estanca i molt estètica. A més, s'aconsegueix amb una deformació simple i sense tall de les xapes que es volen unir.
- El punt rectangular s'obté mitjançant una combinació de deformació i tall de les xapes. S'usa per a acers durs i inoxidables.

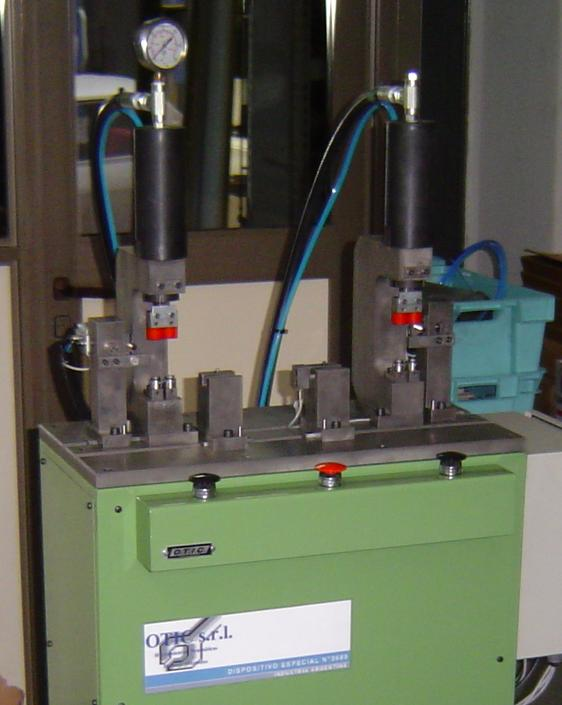
Exemple de reblatra múltiple de 4 punts

## Prestacions
Els beneficis del procés de reblat són:
- Control no destructiu de la qualitat de la unió.
- És un procés sense fums, sense espurnes i amb molt poc soroll.
- Usa poca energia, sota cost i respectuós amb el medi ambient.
- No necessita cap tractament o neteja prèvia o retir de les restes d'aerosol al voltant de la junta.
- Sense càrrega tèrmica a la zona d'unió.
- Sense dany en la superfície de la peça de treball.
- No són necessaris elements d'unió addicionals.
- Molt bona productivitat en sèrie.
- Possibilitat d'intercalar plàstics o adhesius entre les dues peces que es volen unir.
- Elevada resistència dinàmica.
- Elevada vida de les eines.
- Excel·lents capacitats del control de processos operatius.

## Paràmetres
A més, hem de tenir en compte diversos paràmetres que són determinants a l'hora d'establir un punt de reblat:
- Màquina de reblat: concepte del procés, energia utilitzada i geometria de la màquina.
- Peces per unir: quantitat de peces, quantitat de punts de reblat, materials, espessors, tractaments superficials, geometria de les peces.
- Útils de reblat: elecció del tipus de punt (rodó o rectangular), dimensions, punxó, matriu, i trepitjador.
- Paràmetres de reblat: espessor residual del punt de reblat. (Rebló sòlid o rebló cec)

## Desmuntabilitat
Per desmuntar el reblat, el millor és trepar el forat amb un trepant amb una broca una mica més ampla que la borsa feta pel punxó.
A més, també es pot treure la part que ressalta del rebló (el "casquet del botó") amb una moladora.
Com a última opció, també seria possible fer alçaprem amb un tornavís, encara que mitjançant aquest mètode es produeixin danys a les peces.

## Nivell de seguretat
Els riscos d'aquest procés són sobretot perills d'enganxament de l'operari amb la màquina o amb les xapes per reblar. No obstant això, aquest perill pot ser evitat fent necessària la utilització de les dues mans per manejar la màquina (comandament a dues mans). A més, com que moltes d'aquestes màquines són hidràuliques, haurien d'usar-se ulleres de seguretat.

## Esforços per suportar
El reblat ha de suportar sobretot esforços a cisallament. Per provar aquests esforços s'utilitza el mètode de separació de la junta per estirada o per pelat (com si es tractés de desenganxar un adhesiu). En la producció, no obstant això, una indicació de l'esforç comú pot ser trobada mesurant el diàmetre del casquet en la cara del costat de la junta. Tot i així, el millor mètode és determinar l'esforç acceptable per a cada aplicació i realitzar una unió que el compleixi.

## Costos

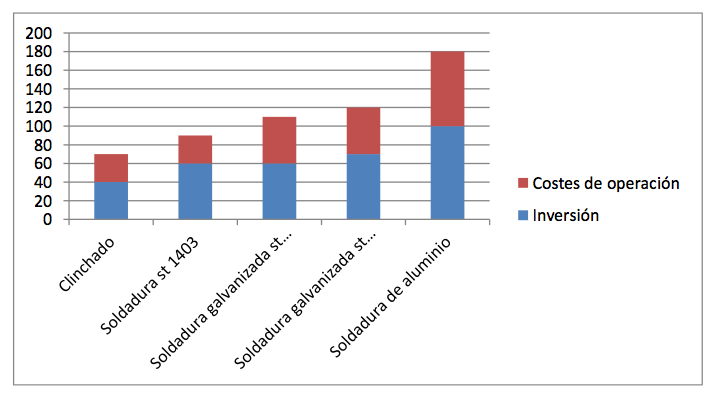
Costos

Els costos d'inversió són baixos, ja que no són necessaris equips d'extracció de fums ni cap instal·lació elèctrica gaire cara.
Els costos d'operació també són baixos a causa del baix consum d'energia, l'alta vida útil de les eines, i que no és necessari aigua de refredament i, per tant, cap instal·lació costosa.
Inexistència de costos després del procés, ja que els acabats superficials no són danyats.
Els temps de producció són baixos per subjecte a un gran grau d'automatització